# Translation (geometri)
 For alternative betydninger, se Translation. (Se også artikler, som begynder med Translation)
Translation er inden for geometri en forskydning - en såkaldt transformation - fra én position til en anden uden rotation eller ændring af form. For tre dimensioner med koordinaterne {\displaystyle x}, {\displaystyle y} og {\displaystyle z} er forskydningen:
{\displaystyle (x,y,z)\to (x+\Delta x,y+\Delta y,z+\Delta z)}
hvor {\displaystyle \Delta x}, {\displaystyle \Delta y} og {\displaystyle \Delta z} er ens for alle punkter.
Translation af et objekt kan både tolkes som, at objektet bliver flyttet, eller at koordinatsystemet bliver flyttet. 
I fysikken spiller translation en vigtig rolle, da alle lineære bevægelser er translationer. Jf. Noethers sætning er translationel symmetri sågar ensbetydende med impulsbevarelse.
| Dodekaeder | Spire Denne artikel om geometri er en spire som bør udbygges. Du er velkommen til at hjælpe Wikipedia ved at udvide den. |